# Magnificent Doll
Magnificent Doll is een Amerikaanse dramafilm uit 1946 onder regie van Frank Borzage.

## Verhaal
De ouders van Dolley Payne hebben een gasthuis in Washington. Zowel James Madison als Aaron Burr dingt om haar hand. De beide vrijers manipuleren elkaar, maar uiteindelijk wordt Dolley de vrouw van de Amerikaanse president.

## Rolverdeling
| Acteur              | Personage         |
| ------------------- | ----------------- |
| Ginger Rogers       | Dolley Payne      |
| David Niven         | Aaron Burr        |
| Burgess Meredith    | James Madison     |
| Peggy Wood          | Mevrouw Payne     |
| Stephen McNally     | John Todd         |
| Robert Barrat       | Mijnheer Payne    |
| Grandon Rhodes      | Thomas Jefferson  |
| Frances E. Williams | Amy               |
| Henri Letondal      | Graaf D'Arignon   |
| Joseph Forte        | Senator Ainsworth |